# Benvenuti in paradiso (film)
Benvenuti in paradiso (Come See the Paradise) è un film del 1990 diretto da Alan Parker.

## Trama
Stati Uniti, anni trenta. Jack McGurn si trasferisce a Los Angeles dal natio New Jersey per mettersi definitivamente il proprio tormentato passato alle spalle. Trova lavoro come proiezionista in un cinema tenuto da una famiglia di origini nipponiche e si innamora della loro figlia.
Costretti a non vedersi e a non sposarsi per le leggi della California, i due decidono di fuggirsene a Seattle, dove hanno una bambina proprio allo scoppio della Seconda guerra mondiale. Con l'entrata in guerra degli USA, la donna viene internata in un campo di concentramento per cittadini statunitensi di origini giapponese a Manzanar, mentre l'uomo viene arruolato nell'esercito statunitense. Tuttavia quest'ultimo diserta per fare ritorno dalla sua famiglia e prendersene cura.

## Distribuzione
È stato presentato in concorso al 43º Festival di Cannes.

## Riconoscimenti
- 1990 - Festival di Cannes
  - Candidatura alla Palma d'oro ad Alan Parker
- 1992 - Political Film Society
  - Candidatura a diritti umani
- 1991 - Young Artist Award
  - Candidatura al miglior miglior giovane attore non protagonista in un film a Brady Tsurutani